# Georgi Andonov
Georgi Bončev Andonov (in bulgaro Георги Бончев Андонов?; Plovdiv, 28 giugno 1983) è un ex calciatore bulgaro, di ruolo attaccante.

## Carriera

### Club
Dopo aver indossato le maglie di Botev Plovdiv e Cerno More si trasferisce al Beroe.

### Nazionale
Ha ottenuto delle presenze con la maglia della nazionale bulgara Under-21 tra il 2003 ed il 2005.

## Palmarès

### Club

#### Competizioni nazionali
- Coppa di Bulgaria: 1

Beroe: 2009-2010, 2012-2013
- Supercoppa di Bulgaria: 1

Beroe: 2013